# Parfums Rigaud
Pour les articles homonymes, voir Rigaud.
Rigaud est une maison de parfum française fondée à Paris en 1852. Depuis les années 1960, elle se concentre principalement sur les parfums d'intérieur.

## Histoire de l'entreprise

### Origines

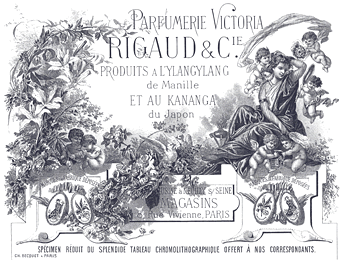
Prospectus pour la Parfumerie Victoria - Rigaud & Cie (vers 1875).

Venu de Riom, le jeune Jean-Baptiste François Rigaud collabore en 1852 avec les laboratoires Grimault & Cie à Paris. Le rôle de Rigaud tient sans doute dans un premier temps du commercial et de la représentation à l'étranger. Grimault se dit alors « successeur de la pharmacie Dorvault ». Située 7 rue La Feuillade et 12 rue La Vrillière, cette importante officine était présente en dépôt dans les principales villes de France et à l'étranger . Grimault est alors célèbre pour ses produits médicinaux aromatiques comme le Sirop de raifort iodé ou la Cigarette indienne anti asthmatique, important des épices rares de l'étranger comme le guarana, le cinchona ou le matico qu'elle transforme en son laboratoire. Associé à Grimault, contribuant à son expansion, voyageant à l'étranger, Rigaud va peu à peu métamorphoser cette pharmacie générale en une entreprise plus vaste encore, investissant le marché de la parfumerie et celui de la « parapharmacie ». Grimault & Cie déménage au 45 rue Richelieu où Rigaud ouvre son propre comptoir de vente en parfums. Les deux sociétés obtiennent un brevet de fournisseur du prince impérial.
En 1868, Rigaud ouvre au 8 rue Vivienne la « Parfumerie Victoria », en hommage à la souveraine anglaise : dans un immeuble prestigieux, il vend et stocke des produits sous son propre nom comme Kiss me quick, Jockey club, Bouquet Victoria, mais surtout le Ylang ylang de Manille ou l’Eau de Kananga du Japon, qui plait à la clientèle internationale en quête d'exotisme. Avant la guerre franco-prusse, les produits Grimault et Rigaud sont connus dans le monde entier, à grand renfort de publicité.

### Expansion internationale

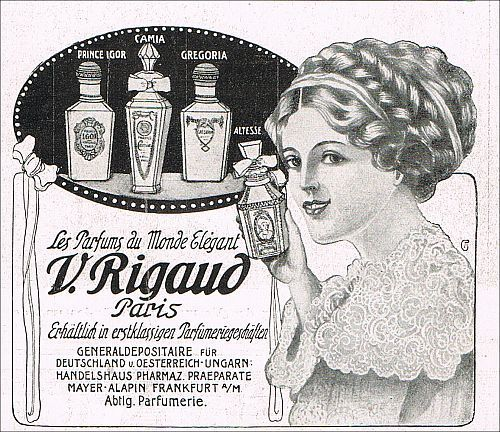
Publicité pour le marché allemand (1910).

Après la guerre, Rigaud repart à la conquête des marchés étrangers et ouvre une usine à Neuilly-sur-Seine, rue des Huissiers, où sont élaborés les produits cosmétiques et pharmaceutiques des laboratoires Grimault et Rigaud. L'exposition universelle de 1873 à Vienne distingue les deux maisons (médaille du progrès et du mérite). Les nouveaux parfums Rigaud sont résolument destinés à l'export avec des noms comme Rosewood, San Paquita, Sicilian Bouquet, Tropical Bouquet ou Venezuela Flower.
Rigaud signe un contrat de distribution puis de fabrication sous licence avec Edmond Fougéra, établit depuis 1849 à Brooklyn. La Parfumerie Fougéra-Rigaud sera la première entreprise à fabriquer des parfums et cosmétiques français directement aux États-Unis. En 1876, le ministère du Commerce décerne la Légion d'honneur à Jean-Baptiste François Rigaud et qui se voit qualifié de « fabricant de produits chimiques et pharmaceutiques à Paris ». Il acquiert ensuite deux « parfumeries de santé » situées à Paris, celle de Cazenave et d'Abraham Naquet, et devient ainsi le représentant exclusif de l’huile de macassar issu d'un bois poussant en Indonésie. Par brevets, il devient fournisseur des cours des Pays-Bas, de Grèce et de Russie.
Dans les années 1880, Jean-Baptiste François Rigaud négocie un nouveau contrat d'importation américain avec la société George Borgfelt & Co. Durant l’exposition universelle de 1889, Rigaud se présente comme associé à un certain Chapoteaut et propose un nouveau procédé de compression destiné aux poudres et granules médicinales. Ce procédé de compression sera appliqué aux produits cosmétiques.
Élu successivement conseiller général du canton de Neuilly-sur-Seine puis député de la Seine, Jean-Baptiste François Rigaud meurt en 1898, laissant à sa veuve une entreprise en pleine santé. Devenue « Vve Rigaud & Cie », la société, tout en maintenant ses positions aux États-Unis, courtise une clientèle parisienne plus chic et lance une série de créations haut-de-gamme avec des parfums comme Prince Igor, Camia, Grégoria ou Altesse. Un salon-boutique est inauguré en 1902 au 1 rue du Faubourg-Saint-Honoré. En 1908, V. Rigaud présente sa gamme de parfums et de soins dans le tout nouvel Hôtel des Modes initié par la revue Les Modes. Henri Rigaud rejoint alors sa mère à la direction de l'entreprise puis en prend le contrôle en 1910, en la renommant simplement « Rigaud » : pour marquer cet événement, il ouvre une nouvelle boutique parisienne au 16 rue de la Paix, une adresse de prestige. Aux États-Unis, la marque connaît un nouvel essor : la filiale américaine renommée Rigaud & Chapelle ouvre ses bureaux au 75 Barrow Street à New York. Son directeur, Frederick S. Mason, qui avait été représentant pour Jean-Baptiste Rigaud, lance une gamme de produits destinés exclusivement au marché américain, à grand renfort de marketing (cartes postales et éventails parfumées). En 1909, Mason imagine d'associer la marque Rigaud à des célébrités de l'opéra. Mary Garden, qui créa le rôle de Mélisande pour l'opéra de Debussy, a droit à sa propre ligne de produits, une première. D'autres cantatrices sopranos de la Belle Époque voient leurs noms également déclinés par Rigaud entre 1912 et 1919 comme Geraldine Farrar, Carolina White, Marthe Chenal (1881-1947), Emma Trentini, Florence Walton. Une gamme de parfums est aussi conçu pour les marchés moyen-orientaux et asiatiques : Sagasaint, Kadow et Myat Laban.

### Un Air Embaumé
Parfum devenu légendaire, le lancement de Un Air Embaumé, créé en 1912, donna lieu à une campagne publicitaire hors du commun. Première création d'Henri Rigaud, elle devait marquer, à la veille de la Première Guerre mondiale, une nouvelle politique commerciale particulièrement agressive. Durant les années 1920 et 1930, ce parfum deviendra le produit le plus vendu de la marque. Les notes de tête sont herbacées et boisées, se développant au cœur en un bouquet floral presque poudré, pour finir sur des notes ambrées et chaudes. Le flacon est conçu par Lalique et vendu dans un coffret mauve foncé. En 1921, l'artiste Marcel Duchamp, associé à Man Ray, choisit de détourner flacon et coffret pour réaliser un ready-made assisté nommé Belle Haleine. Eau de Voilette signé Rrose Sélavy. En 1936, Rigaud relance Un Air Embaumé dans un nouveau flacon « plus moderne », et après guerre, en continue l'exploitation : en 1947, ce parfum reste sa meilleure vente.  

### Transitions
Grâce aux ventes américaines, la maison Rigaud reste opérationnelle au sortir de la Première Guerre mondiale. Henri Rigaud fait entrer la société en Bourse. En 1922, le parfum Riva Amata est vendu avec un flacon dessiné par Julien Viard et les établissements Dépinoix. D'autres créations voient le jour comme Chypre de Rigaud (1920), Un rêve, Parfum tendre ou encore Vers La Joie (1927). Henri Rigaud veut s'investir personnellement aux États-Unis : en décembre 1927, il rompt le contrat avec George Borgfeldt et renoue avec E. Fougéra & Co. La marque semble alors s’essouffler. En novembre 1930, à la mort d’Henri Rigaud, la maison est reprise par Gustave Delage, tuteur des enfants d’Henri qui parvient ensuite à maintenir la société de façon dynamique en dépit de la crise économique et d'un procès avec Mary Garden qui souhaite récupérer son nom, ce qu'elle obtient en avril 1933. En 1938, le lancement du parfum Féerie est accompagné par une peinture de Jean-Gabriel Domergue représentant une femme nue au milieu de fleurs, une audace qui passe mal auprès des annonceurs. En 1940, à la veille du conflit, Rigaud ouvre une nouvelle boutique de prestige situé rue François-1er et lance un parfum dont le nom raisonne avec l'actualité, Tumultes. Durant toute cette période, Rigaud et les Laboratoires de pharmacologie générale Grimault et Cie restent liés dans une même entité, puis les laboratoires Grimault et Cie sont revendus et passent sous le contrôle des Laboratoires Griffon.
Après la guerre, Mario, le fils d'Henri, reprend les commandes de l'entreprise. En 1957, il lance Ève Rêve, un parfum qu'il associe à Louise de Vilmorin, romancière, poète et compagne d'André Malraux. En 1961, Rigaud lance d'abord une gamme de bougies parfumées composées à partir des formules du catalogue des Parfums Rigaud, puis une cire innovante. La société se recentre peu à peu sur le confort d'intérieur, délaissant les parfums corporels pour les « parfums de maison », une niche dans laquelle Rigaud fut l'une des premières sociétés à investir, et qui constitue de nos jours le cœur de son métier. 
À la fermeture de l'usine en 1973, les Parfums Rigaud seront donnés en fabrication et distribués par la société Perigot, puis en 1988 par la société Perron Rigot qui sera reprise en 2004 par la société Thalgo. Il existe encore actuellement une rue Rigaud à Neuilly-sur-Seine en mémoire du fondateur de l'usine.
La famille Rigaud est restée propriétaire de sa marque pendant quatre générations. Entre 2011 et 2021, Élisabeth Carretté-Rigaud, la fille de Mario Rigaud, en était la présidente. Depuis, Rigaud SAS a été rachetée par Rigaud Paris LLC. 